# Кизилкайрат
Кизилкайра́т (каз. Қызылқайрат) — село у складі Талгарського району Алматинської області Казахстану. Адміністративний центр Алатауського сільського округу.
Населення — 8265 осіб (2021; 6582 у 2009, 5232 у 1999, 4901 у 1989).